# Бригади мучеників Аль-Акси
Бригади мучеників Аль-Акси (араб. كتائب شهداء الأقصى, трансліт. Katāʾib Shuhadāʾ al-Aqṣā) — це коаліція палестинських збройних груп, пов'язаних із ФАТХ, що діє на Західному березі річки Йордан та в Сектор Газа.
Створені у 2000 році під час Друга інтифада, бригади раніше були офіційним збройним крилом політичної партії ФАТХ, але відокремилися від неї у 2007 році. Наразі організація продовжує зберігати політичну близькість із ФАТХ, хоча іноді все ще позиціонує себе як збройне крило партії, що відкидається керівництвом ФАТХ.
Бригади мучеників Аль-Акси здійснювали численні збройні напади на ізраїльські військові та цивільні цілі з 2000 року. Зокрема, вони беруть участь у триваючій Війна в Газі (2023–дотепер) разом із ХАМАС та іншими союзними палестинськими угрупованнями.
Бригади визнані терористичною організацією Ізраїлем, Європейським Союзом, Канадою, Японією, Новою Зеландією, та Сполученими Штатами.

## Відносини з ФАТХ та Палестинською автономією
Бригади мучеників Аль-Акси були створені у таборі Балата, поблизу Наблуса на Західному березі, після суперечливого візиту у вересні 2000 року прем'єр-міністра Ізраїлю Аріеля Шарона разом із великим загоном поліції до Храмової гори в Єрусалимі. Бригади мали тісний зв'язок із ФАТХ під керівництвом Ясіра Арафата, хоча цей зв'язок послабшав після смерті Арафата у 2004 році. Бригади продовжують залишатися політично близькими до ФАТХ.
Бригади оголосили про відокремлення від партії ФАТХ у 2007 році, що збіглося з указом президента Махмуда Аббаса про заборону всіх збройних формувань. Наразі рух ФАТХ офіційно не визнає своє військове крило, а його заяви та вебсайти не містять згадок про бригади чи їхніх членів і лідерів. У 2007—2008 роках деякі члени перейшли до Палестинської автономії, тоді як інші створили ісламістські відгалуження, такі як Комітети народного опору (PRC) у Секторі Газа. Ібрагім ан-Набулсі описувався як «лідер ФАТХ із Бригад мучеників Аль-Акси», але можливо, що багато осіб мають окремі зв'язки з обома структурами.

### До 2007 року
З 2002 року деякі лідери ФАТХ намагалися переконати бригади припинити напади на цивільних.
У листопаді 2003 року журналісти BBC виявили, що ФАТХ[джерело?] виплачував бригадам 50 000 доларів на місяць. Ця інформація, разом із документами, знайденими Силами оборони Ізраїлю (ЦАХАЛ), дозволила уряду Ізраїлю зробити висновок, що Бригади мучеників Аль-Акси завжди фінансувалися безпосередньо Ясіром Арафатом.[джерело?]
18 грудня 2003 року ФАТХ закликав лідерів Бригад мучеників Аль-Акси приєднатися до Ради ФАТХ, офіційно визнавши їх частиною організації.
У червні 2004 року тодішній прем'єр-міністр Палестинської автономії Ахмед Курей відкрито заявив: «Ми чітко оголосили, що Бригади мучеників Аль-Акси є частиною ФАТХ. Ми віддані їм, і ФАТХ несе повну відповідальність за цю групу.»

### Угода про амністію 2007 року
У липні 2007 року Ізраїль і Палестинська автономія досягли угоди про амністію, за якою 178 бойовиків Аль-Акси здали зброю Палестинській автономії, відмовилися від майбутнього антиізраїльського насильства та отримали дозвіл приєднатися до палестинських сил безпеки. Подальші угоди в 2007 і 2008 роках додали до списку амністованих ще більше бойовиків, загалом понад 300 осіб.
22 серпня 2007 року, за даними Arutz Sheva, Бригади мучеників Аль-Акси оголосили, що відмовляються від своєї обіцянки припинити напади на Ізраїль та від угоди про амністію, яка передбачала помилування 178 бойовикам, що погодилися припинити бойові дії проти Ізраїлю та здати зброю. Аль-Акса заявила, що відмовилася від угоди через арешт ЦАХАЛом двох бойовиків, які мали бути в списку амністованих. За даними ЦАХАЛу, ці двоє були затримані на блокпосту через причетність до «терористичної діяльності», що вимагало їх арешту відповідно до умов угоди про амністію.
Невдовзі після відмови від угоди про амністію та обіцянки припинити напади на Ізраїль, бойовики Аль-Акси в Газі оголосили про початок кампанії під назвою «Дірка в стіні II», яка передбачала запуск сотень ракет і мінометних снарядів по ізраїльських містах і селищах.

## Бойова діяльність

### 2000—2022
Бригади мучеників Аль-Акси відповідальні за численні напади на Західному березі, спрямовані як проти ізраїльтян, так і проти палестинців.
Перший напад групи відбувся 30 жовтня 2000 року, коли молодий бойовик вистрелив у спину двом ізраїльським поліцейським біля входу до Національного інституту страхування в Східному Єрусалимі, убивши одного офіцера дорогою до лікарні.
17 січня 2001 року Хішам Ніккі, голова офіційної Палестинської телерадіомовної корпорації, пов'язаної з Ясіром Арафатом, був застрелений у ресторані в Газі, Сектор Газа. Через кілька днів група взяла на себе відповідальність за вбивство ізраїльського цивільного.
У січні 2002 року вони здійснили атаку в Хадері, коли озброєний нападник убив шістьох і поранив 33 людини під час святкування Бат Міцви. 19 лютого 2002 року бригади здійснили атаку на блокпост Ейн Арік поблизу Рамалли, де загинули один офіцер і п'ятеро солдатів. 3 березня 2002 року вони здійснили снайперську атаку у Ваді аль-Харамія на блокпост ЦАХАЛу поблизу Офри, де загинули двоє офіцерів, п'ятеро солдатів і троє цивільних поселенців, а п'ятеро солдатів отримали поранення. 2 березня 2002 року вони здійснили різанину в Єшиват Бейт Ісраель у Бейт Ісраель, Єрусалимі, де загинули 11 осіб. У серпні 2002 року вони вбили палестинку Іхлас Хулі за співпрацю з Ізраїлем.
5 січня 2003 року бригади вбили 22 людини в різанині на центральному автовокзалі в Тель-Авіві. У листопаді 2003 року вони вбили брата Гассана Шакаа (мера Наблуса).
29 січня 2004 року бригади здійснили вибух у кафе Момент у Рехавії, Єрусалим, унаслідок якого загинули 11 осіб. Протягом перших трьох місяців 2004 року низку нападів на журналістів на Західному березі та в Секторі Газа приписували бригадам, зокрема напад на офіси арабської телекомпанії Al Arabiya на Західному березі, здійснений озброєними людьми в масках, які назвали себе членами бригад. Палестинські журналісти в Газі оголосили загальний страйк 9 лютого 2004 року на знак протесту проти зростання насильства проти журналістів. 22 лютого 2004 року вони здійснили теракт-самогубство на автобусі в Західному Єрусалимі, убивши 8 осіб. 14 березня 2004 року бригади разом із Хамасом здійснили вибухи в порту Ашдод, де загинули 10 осіб.
24 березня 2004 року палестинського підлітка Хуссам Абдо затримали на блокпосту ЦАХАЛу з поясом шахіда. Після його арешту в Наблусі було викрито та заарештовано осередок підлітків-бойовиків Аль-Акси. Бригади мучеників Аль-Акси брали активну участь у заворушеннях у Секторі Газа в липні 2004 року, коли викрадали палестинських офіцерів, атакували будівлі штаб-квартир сил безпеки ПА та поліцейських. Ці заворушення змусили палестинський кабінет оголосити надзвичайний стан. Одне з медіа охарактеризувало ситуацію в Палестинській автономії як анархію та хаос.[джерело?] 23 вересня 2004 року ізраїльськими силами безпеки було заарештовано 15-річного терориста-смертника.
16 жовтня 2005 року Бригади мучеників Аль-Акси взяли на себе відповідальність за стрілянину на перехресті Гуш Еціон, внаслідок якої загинули троє ізраїльтян і ще троє отримали поранення.
30 січня 2006 року 15 озброєних осіб у масках із Бригад мучеників Аль-Акси увірвалися до офісу Європейського Союзу в Газі. Вони вимагали вибачень від Данії та Норвегії через карикатури на Мухаммеда в Jyllands-Posten і залишили офіс через 30 хвилин без стрілянини чи поранень.
9 червня 2007 року в невдалій спробі нападу на позицію ЦАХАЛу на перехресті Кіссуфім між Газою та Ізраїлем, можливо, з метою викрадення ізраїльських солдатів, 4 озброєні члени Бригад Аль-Кудс — військового крила Ісламського джихаду — та Бригад мучеників Аль-Акси, які тоді були військовим крилом ФАТХ, використали транспортний засіб із позначками «ТВ» і «ПРЕСА», проникли через прикордонну огорожу та атакували сторожову вежу в невдалій спробі, за словами Ісламського джихаду та армії, захопити ізраїльського солдата. Війська ЦАХАЛу вбили одного бойовика, тоді як інші втекли. Використання транспортного засобу, схожого на пресовий, викликало різку реакцію з боку багатьох журналістів і новинних організацій, включно з Асоціацією іноземної преси та Human Rights Watch. 14 липня 2007 року Закарія Зубейді — якого вважали місцевим лідером Аль-Акси в Дженіні та на півночі Західного берега і який багато років перебував у розшуку за збройну діяльність проти Ізраїлю — погодився припинити боротьбу проти Ізраїлю після того, як прем'єр-міністр Ехуд Ольмерт умовно помилував 178 в'язнів із територій ПА.
Бригади взяли на себе відповідальність за стрілянину в Бней-Браку 2022 року, де озброєний нападник застрелив п'ятьох людей у ультраортодоксальному передмісті Тель-Авіва Бней-Брак перед тим, як його застрелили.

### Війна Ізраїль-ХАМАС (2023–дотепер)
Бригади мучеників Аль-Акси брали участь у атаках під проводом Хамасу 7 жовтня на Ізраїль, які розпочали триваючу війну Ізраїль-ХАМАС.
За даними Інституту вивчення війни, під час ізраїльського вторгнення до Сектору Газа Бригади мучеників Аль-Акси брали участь у бойових діях із Силами оборони Ізраїлю у різних місцях по всьому Сектору Газа, включно з Містом Газа, Хан-Юніс та Джухор ад-Дік.

## Відомі члени
Серед відомих членів Бригад мучеників Аль-Акси є активні бойовики, а також ті, хто був убитий або заарештований ізраїльськими силами безпеки.
- Раед Аль-Кармі: Головнокомандувач і засновник бригад; убитий Шин Бет 14 січня 2002 року в Тулькармі.[53]
- Наїф Абу-Шарах: місцевий командир у Наблусі (убитий ЦАХАЛом).
- Фаді Кафіша: колишній голова Танзіму в Наблусі; убитий ЦАХАЛом у 2006 році.
- Сірхан Сірхан: Причетний до атаки в Мецері. Убитий Ямам у 2003 році.
- Закарія Зубейді: місцевий командир у Дженіні, відомий своїми зв'язками з ізраїльською крайньою лівою активісткою Талі Фахіма.
- Саміх Мадхун: старший лідер. Убитий у 2007 році бригадами Аль-Кассам.
- Ібрагім ан-Набулсі: місцевий командир у Наблусі, убитий у серпні 2022 року.[54][3]
- Кріс Бандак: місцевий командир у Вифлеємі та єдиний відомий християнин у бригадах на момент його арешту в лютому 2003 року; звільнений у 2011 році в рамках обміну на звільнення Гілада Шаліта.
- Іссам ас-Саладж: голова батальйону Балата, убитий під час операції ізраїльських спецслужб у місті Наблус на Західному березі.[55]